# Papa Pius al III-lea
Papa Pius al III-lea (n. 9 mai 1439, Sarteano, Toscana, Italia – d. 18 octombrie 1503, Roma, Statele Papale), născut Francesco Todeschini Piccolomini, a fost un papă al Romei de la 22 septembrie până pe 18 octombrie 1503.
1. 1 2  BeWeB, accesat în 12 februarie 2021
2. ↑  Enciclopedia dei Papi[*] Verificați valoarea |titlelink= (ajutor);
3. ↑  Find a Grave, accesat în 30 august 2019
4. ↑  Pius III, Gran Enciclopèdia Catalana
5. ↑  Pius (Pius III.), Brockhaus Enzyklopädie, accesat în 9 octombrie 2017
6. 1 2  Genealogics
7. ↑  Catholic-Hierarchy.org, accesat în 21 octombrie 2020